# لودفيغ هورمان
لودفيغ هورمان (بالألمانية: Ludwig Hörmann)‏ مواليد 6 سبتمبر 1918 في ميونخ - الوفاة 11 نوفمبر 2001 في ميونخ، كان دراج ألماني.

## روابط خارجية
- لودفيغ هورمان على موقع أرشيف الدراجات (الإنجليزية)
- لودفيغ هورمان على موقع إحصائيات الدراجات الإحترافية (الإنجليزية)
- لودفيغ هورمان على موقع CycleBase (الإنجليزية)